# Muistin pitkä jyrinä
Muistin pitkä jyrinä is een compositie van Riikka Talvitie. Talvitie, van huis uit hoboïste schreef het werk voor koor en hobo. Ze kreeg de opdracht van dit werk voor het 125-jarig bestaan van het koor van de Universiteit van Helsinki (YL). Muistin pitkä jyrinä betekent iets in de trant van "De lange arm van het geheugen". De teksten werden gevonden in een verzamelbundel van dichter Mirkka Rekola (26 juni, 1931), verschenen in de jaren ‘90.

## Muziek
Talvitie schreef drie korte delen, de langste duurt nog geen vier minuten.
- Äidin kehtolaulu
- Huuto
- Syksynlehtien seassa

Äidin kehtolaulu (slaapliedje van moeder) opent het werk als een echt wiegeliedje. Huuto, (de stem van moeders), haalt de hobo erbij, deze wordt soms op de klassieke manier bespeeld, maar ook soms overblazen, waardoor een schelle klank klinkt die overal doorheen klinkt (de herkenbare stem van moeder). Deel 3 Syksynlehtien seassa (tussen herfstbladeren) gaat over het leven op latere leeftijd met een getekend gezicht en hangende schouders. De compositie omschrijft hierbij het alledaagse leven. Ook in dit deel zijn er zowel oorstrelende als zeer ruwe klanken te horen.

## Discografie
- Uitgave Ondine: Ylioppilaskunnan Laulajat (YL) o.l.v. Matti Hyökky met hoboïst Veera Pesu.